# Lannick Gautry
Lannick Gautry (Saint-Germain-en-Laye, 3 marzo 1976) è un attore francese.

## Biografia
Nato a Saint-Germain-en-Laye, Gautry cominciò a lavorare come attore all'inizio degli anni duemila. Inizialmente interpretò alcuni ruoli secondari in pellicole cinematografiche e telefilm, alternando ad essi l'attività di attore teatrale, poi nel 2012 venne scelto come protagonista del film Se sposti un posto a tavola.
Nello stesso anno prese parte ad alcuni film per la televisione, fra cui Nome in codice: Rose ed entrò nel cast principale della miniserie televisiva Jeu de dames. L'anno seguente ottenne un ruolo importante nella seconda stagione della serie televisiva WorkinGirls e nel 2014 interpretò il ruolo di Jeff, uno dei quattro amici protagonisti del film Les Francis.

## Filmografia

### Cinema
- Brice de Nice, regia di James Huth (2005)
- Bambole russe, regia di Cédric Klapisch (2005)
- Primi amori, primi vizi, primi baci, regia di Olivier Nakache e Éric Toledano (2006)
- Hellphone, regia di James Huth (2007)
- Banlieue 13 Ultimatum, regia di Patrick Alessandrin (2009)
- Celle que j'aime, regia di Élie Chouraqui (2009)
- Jusqu'à toi, regia di Jennifer Devoldère (2009)
- Halal police d'État, regia di Rachid Dhibou (2011)
- Travolti dalla cicogna, regia di Rémi Bezançon (2011)
- Kënu, regia di Álvarez Pastor (2011)
- Se sposti un posto a tavola, regia di Christelle Raynal (2012)
- Comme des frères, regia di Hugo Gélin (2012)
- La cage dorée, regia di Ruben Alves (2013)
- Les Francis, regia di Fabrice Begotti (2014)
- Toute première fois, regia di Maxime Govare e Noémie Saglio (2015)
- Premiers crus, regia di Jérôme Le Gris (2015)
- Rogue City (Bronx), regia di Olivier Marchal (2020)

### Televisione
- David Nolande - serie TV (2006)
- Sulle tracce del crimine - serie TV (2007)
- Un admirateur secret - film TV (2007)
- Boulevard du Palais - serie TV (2008)
- R.I.S Police scientifique - serie TV (2008)
- Juste un peu d'@mour - film TV (2009)
- Alice Nevers - Professione giudice - serie TV (2009)
- Obsession(s) - film TV (2009)
- Les invincibles - serie TV (2010)
- Little Murders by Agatha Christie (Les petits meurtres d'Agatha Christie) - serie TV (2010)
- Maison close - La casa del piacere (Maison close) - serie TV (2010)
- Longue peine - film TV (2011)
- Dans la peau d'une grande - film TV (2011)
- Insoupçonnable - film TV (2011)
- Moi à ton âge - film TV (2012)
- Jeu de dames - miniserie TV (2012)
- Nome in codice: Rose (Nom de code: Rose), regia di Arnauld Mercadier – film TV (2012)
- Chambre 327 - miniserie TV (2012)
- WorkinGirls - serie TV (2013)
- La loi, le combat d'une femme pour toutes les femmes - film TV (2014)
- Benjamin Lebel - Delitti D.O.C. (Le Sang de la vigne) - serie TV (2014)
- I delitti del lago (Le Mystère du lac) - miniserie TV (2015)
- La mia vendetta (La Vengeance aux yeux clairs) - miniserie TV (2016)
- Note d'amore - film TV (2018)

## Doppiatori italiani
- Francesco Pezzulli in I delitti del lago, Primi amori, primi vizi, primi baci
- Massimo Lodolo in Benjamin Lebel - Delitti D.O.C.
- Simone D'Andrea in Se sposti un posto a tavola
- Francesco Bulckaen in Travolti dalla cicogna
- Andrea Lavagnino in La mia vendetta